# Лудхиана
Лудхиа́на, Лудхия́на (в.-пандж. ਲੁਧਿਆਣਾ, англ. Ludhiana) — крупнейший город в индийском Пенджабе с населением 3 487 882 человек согласно переписи населения 2011 года. Население города существенно выросло по сравнению с 2001 годом вследствие миграции населения из восточных штатов — Уттар-Прадеша, Бихара, Ориссы и Дели. Площадь города — 310 км². Город расположен в старом русле реки Сатледж, ныне протекающей в 13 км к северу. Крупный промышленный центр северной Индии.
Лудхиана расположена в 100 км к западу от столицы штата — Чандигарха по шоссе № 95.

## Физико-географическая характеристика
Средняя высота города над уровнем моря — 244 метра. Местные жители делят центр города на Старый и Новый город (последний составляют жилые и служебные кварталы колониального британского лагеря).
Территория города резко опускается на севере и западе, где до 1785 года протекала река Сатледж. Почва, состоящая из жёлтого песчаника и гранита, образует небольшие бугорки, плато и провалы.

### Климат
Климат города согласно классификации климатов Кёппена — влажный субтропический с тремя выраженными сезонами — зимой, летом и сезоном муссонов. Лето, которое длится с апреля по июнь, является жарким (до 40 °C в мае и июне) и очень сухим. Сезон муссонов длится с июля по сентябрь характеризуется незначительным снижением температуры, но значительным увеличением влажности. Большая часть годовой нормы осадков выпадает в течение сезона муссонов. Октябрь и ноябрь достаточно сухие, что сближает их с летними месяцами, однако в ноябре чуть прохладнее. С декабря по февраль погода относительно комфортная с тёплыми днями и холодными ночами. На март приходится довольно резкий переход от зимы к лету.
В Лудхиане ярко выражена проблема загрязнения воздуха, с превышением уровней загрязнения по отдельным веществам в 6 раз по сравнению со стандартами, рекомендуемыми ВОЗ. Некоторые районы города также сильно страдают от загрязнения воды, особенно прилегающие к Будда Дарье.
| Показатель                    | Янв. | Фев. | Март | Апр. | Май  | Июнь | Июль | Авг. | Сен. | Окт. | Нояб. | Дек. | Год  |
| ----------------------------- | ---- | ---- | ---- | ---- | ---- | ---- | ---- | ---- | ---- | ---- | ----- | ---- | ---- |
| Абсолютный максимум, °C       | 21,2 | 26,2 | 34,6 | 40,8 | 43,4 | 44,0 | 42,8 | 38,0 | 36,6 | 33,8 | 29,2  | 25,6 | 44   |
| Средний суточный максимум, °C | 14,9 | 17,0 | 22,0 | 30,6 | 35,8 | 35,6 | 30,9 | 28,9 | 29,4 | 28,0 | 22,4  | 16,7 | 26,0 |
| Средний суточный минимум, °C  | 2,7  | 4,5  | 8,8  | 14,8 | 19,3 | 22,2 | 22,1 | 20,8 | 19,4 | 13,7 | 7,6   | 3,4  | 3    |
| Абсолютный минимум, °C        | −5,2 | −3,1 | −1,2 | 5,4  | 7,8  | 12,8 | 12,2 | 15,8 | 10,6 | 4,6  | −3,2  | −4,2 | −5,2 |
| Норма осадков, мм             | 21   | 39   | 31   | 20   | 20   | 60   | 229  | 189  | 85   | 5    | 13    | 21   | 733  |
| Источник:                     |      |      |      |      |      |      |      |      |      |      |       |      |      |

## Население
Население города согласно переписи населения 2011 года составило 3 487 882 человек, из них мужчин — 1 866 203 и женщин 1 621 679. Соотношение полов — 825 женщин к 1000 мужчин

## Транспорт
Город имеет аэропорт (Ludhiana Sahnewal Airport, Код IATA: LUH), расположенный на высоте над уровнем моря 254 метров и длиной взлетно-посадочной полосы 1448 метров.

## Экономика
Всемирный банк присвоил Лудхиане в 2009 году статус города, наиболее благоприятного для ведения бизнеса
Богатство города создаётся в основном небольшими промышленными предприятиями, которые производят промышленные товары, автозапчасти, бытовую технику, чулочно-носочные изделия, одежду. Лудхиана является крупнейшим в Азии центром производства велосипедов: здесь производится более 10 миллионов велосипедов в год. В Лудхиане производится более 60 % индийских деталей для тракторов и значительная часть автозапчастей. Многие детали для немецких автомобилей, таких как BMW и Mercedes производятся в Лудхиане. Здесь расположен один из крупнейших производителей швейных машин Индии. Ручные инструменты и точное промышленное оборудование также являются специализацией промышленности Лудхианы. Во всей Индии известна лёгкая промышленность города: здесь производятся шерстяные свитера и хлопковые футболки. Многие индийские бренды такие как Octave, Monte Carlo, Miss Grace & Duke базируются в Лудхиане.
Также Лудхиана является важным центром производства сельскохозяйственной продукции.
Первым серьёзным испытанием для экономики города стал мятеж в Пенджабе, который длился с 1984 по 1992. В это время многие производства были выведены из Лудхианы в Фаридабад, Харьяна, расположенный близ Нью-Дели, а также в другие города с более благоприятным режимом налогообложения. Другим вызовом стала хроническая нехватка рабочей силы.